# Six Flags Astroworld
Six Flags Astroworld fue un parque de atracciones que formaba parte de la cadena de parques Six Flags. Estaba situado por el 610 Loop en Houston, Texas. Fue el cuarto parque en ser incluido en la familia de parques Six Flags. También fue el primer parque de los Six Flags en ser comprado en lugar de ser construido por sus propios recursos. AstroWorld fue una idea original del alcalde Roy Hofheinz, que quería que complementara al Estadio Astrodome.
El parque se abrió en 1968. En principio constaba de ocho áreas: Alpine Valley, American, Children’s World, European Village, Modville, Plaza de Fiesta, Oriental Corner y Western Junction. Las atracciones originales incluían 610 Limited Train, Alpine Carrusel, Alpine Sleigh Ride, Astroway, Astrowheel, Barnyard Petting Zoo, Black Dragon, Crystal Palace Theater, The Happenings, Le Taxi, Lost World Adventure, Maypole, Mill Pond, Shooting Gallery, Skyrama, Spinout, Rub-a-Dub y Wagon Wheel.
AstroWorld fue vendido a la cadena Six Flags en 1975. Tuvo un cambio de nombre a “AstroWorld, A Six Flags Theme Park” para reconocer su asociación con Six Flags y no causar confusión con el parque situado en Dallas Six Flags Over Texas. De igual forma, Fiesta Texas, en San Antonio, es conocido oficialmente como “Fiesta Texas, A Six Flags Theme Park”.
- Datos: Q432237
- Multimedia: Six Flags Astroworld / Q432237